# Landgoed Schoonderlogt
Landgoed Schoonderlogt is een landgoed in Valburg, Gelderland. In de Tweede Wereldoorlog diende het als hoofdkwartier van een Amerikaanse legereenheid.

## Trivia
- Het landgoed speelt een rol in de tiendelige televisieserie Band of Brothers van Steven Spielberg en Tom Hanks. Dit heeft er tevens voor gezorgd dat de locatie wereldwijd bekend werd en jaarlijks vele toeristen trekt.[1]
- Tegenover de poort staat een monument dat de mannen van de 101st Airborne Division herdenkt. Dit monument werd op 1 oktober 2020 onthuld.[2]

## Galerij

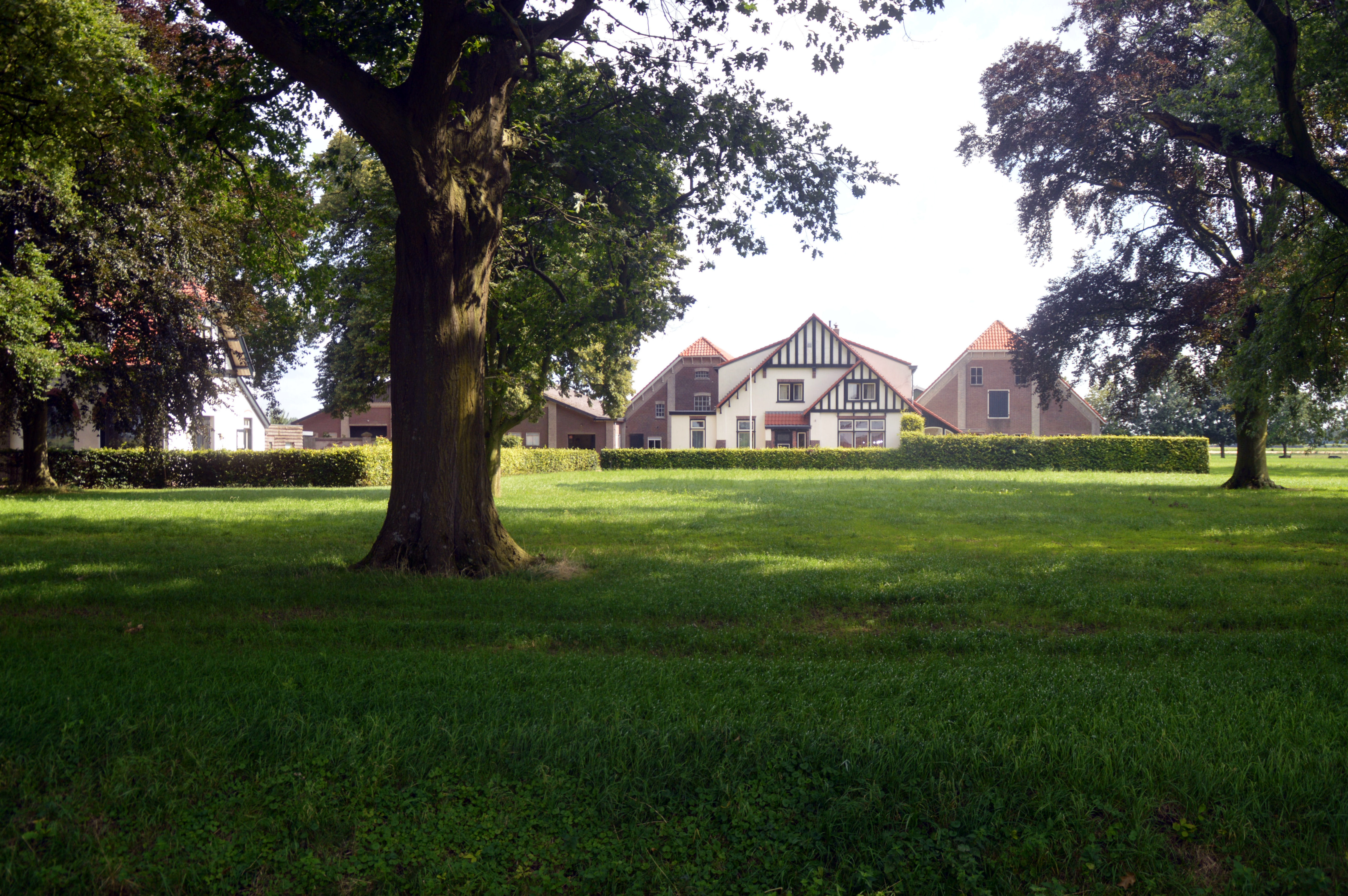
Schoonderlogt overzicht boerderijen
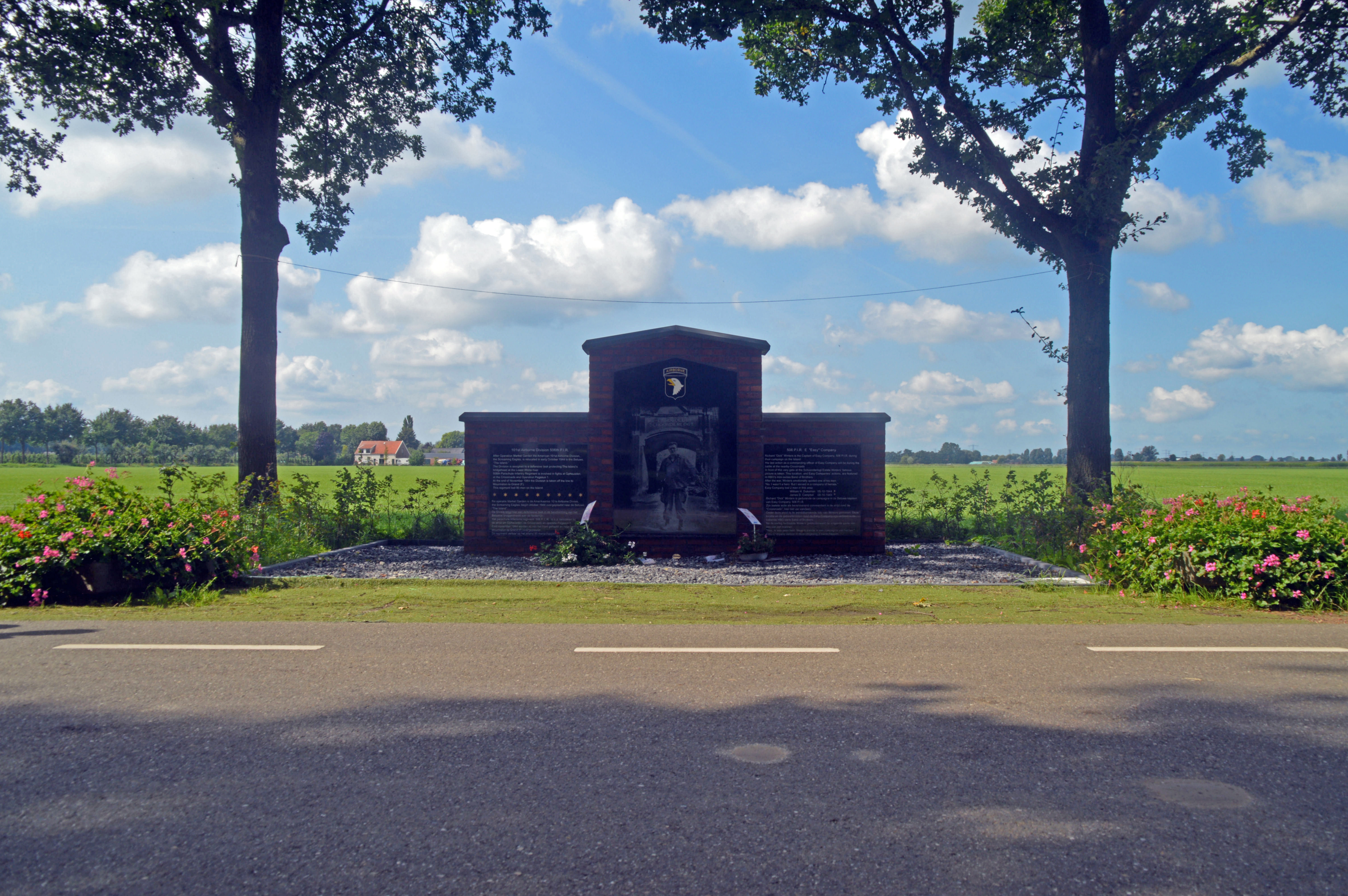
Monument 101st Airborne Division 506 P.I.R
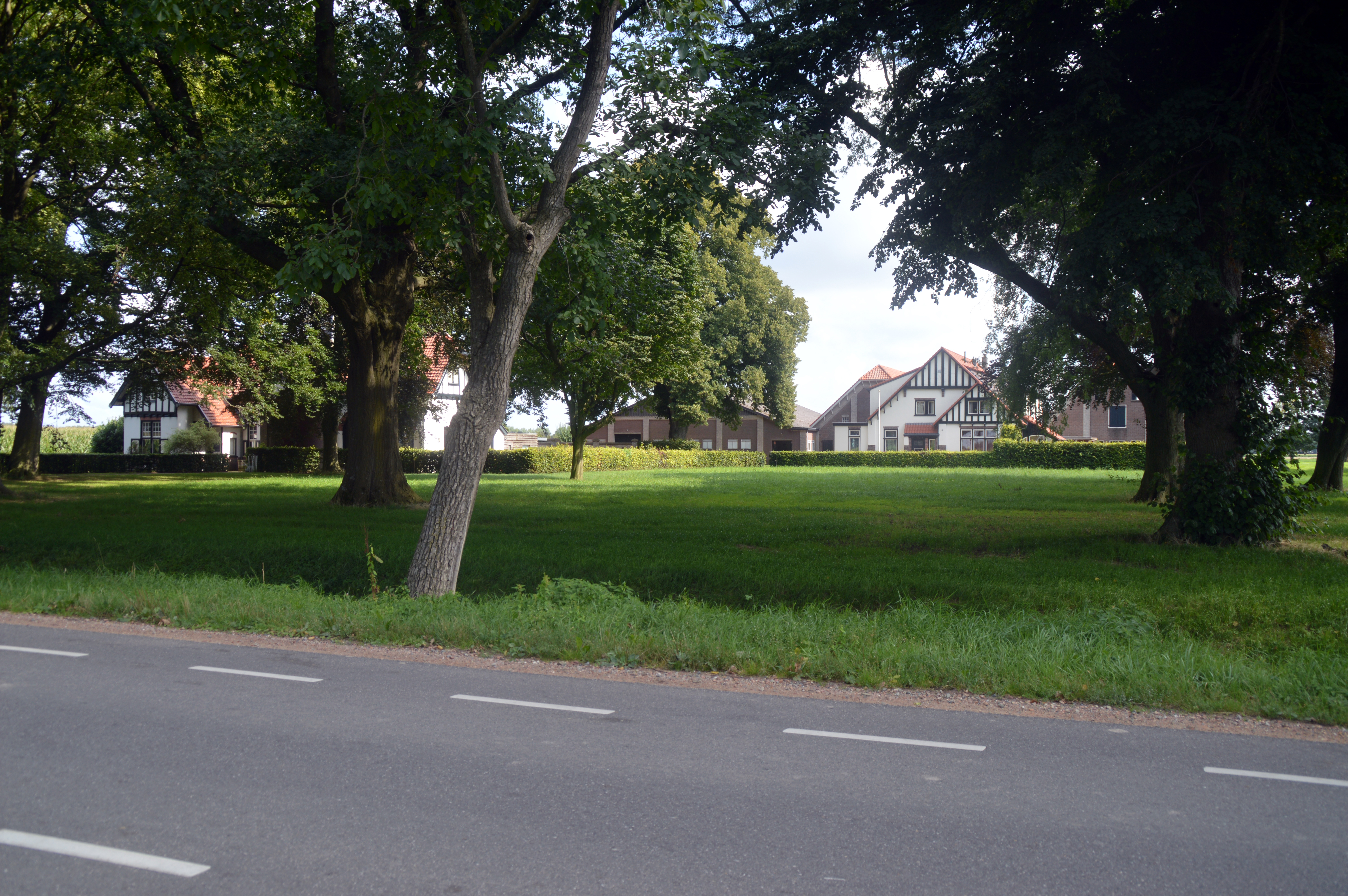
Gezien vanaf de weg
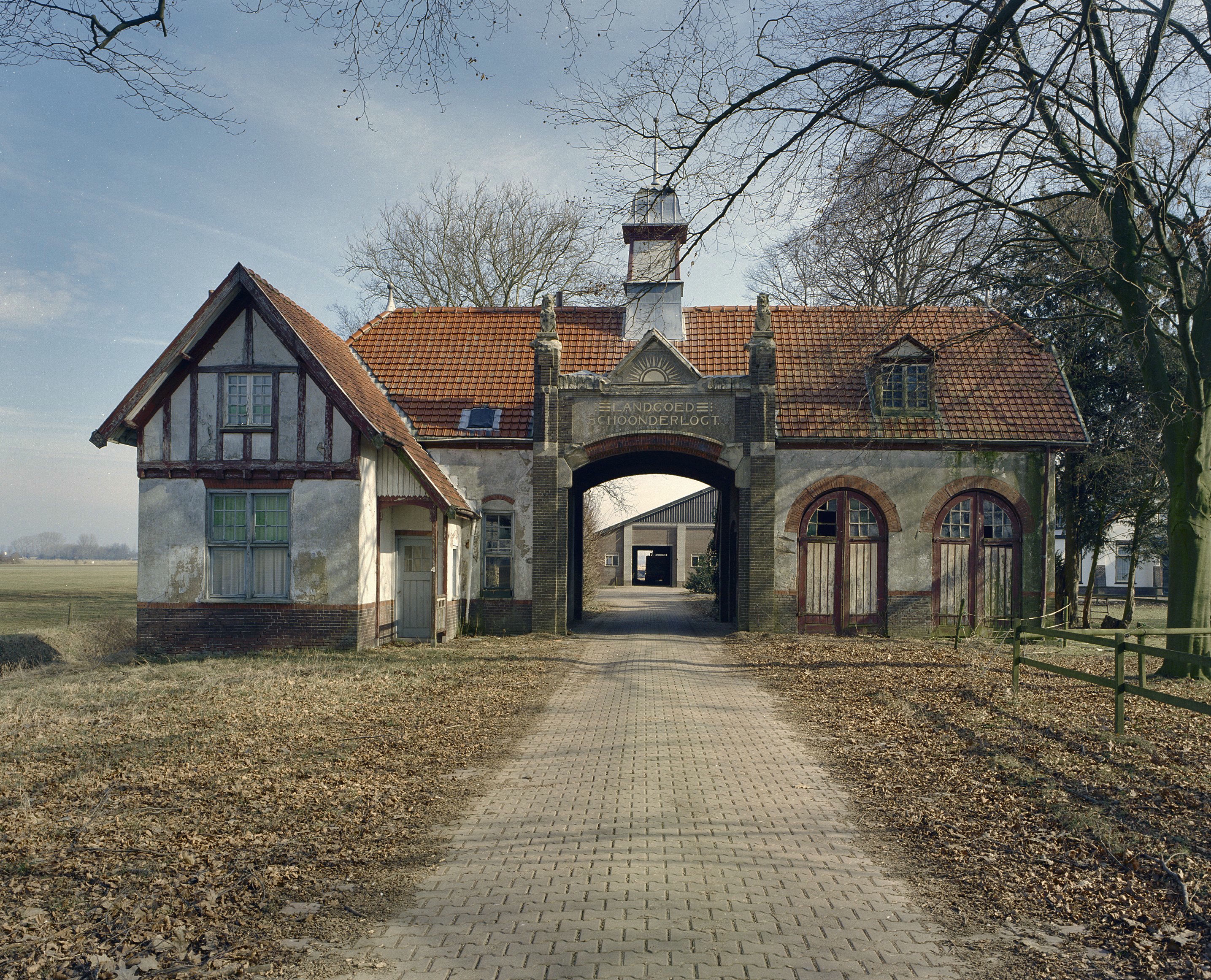
Het poortgebouw voor de restauratie
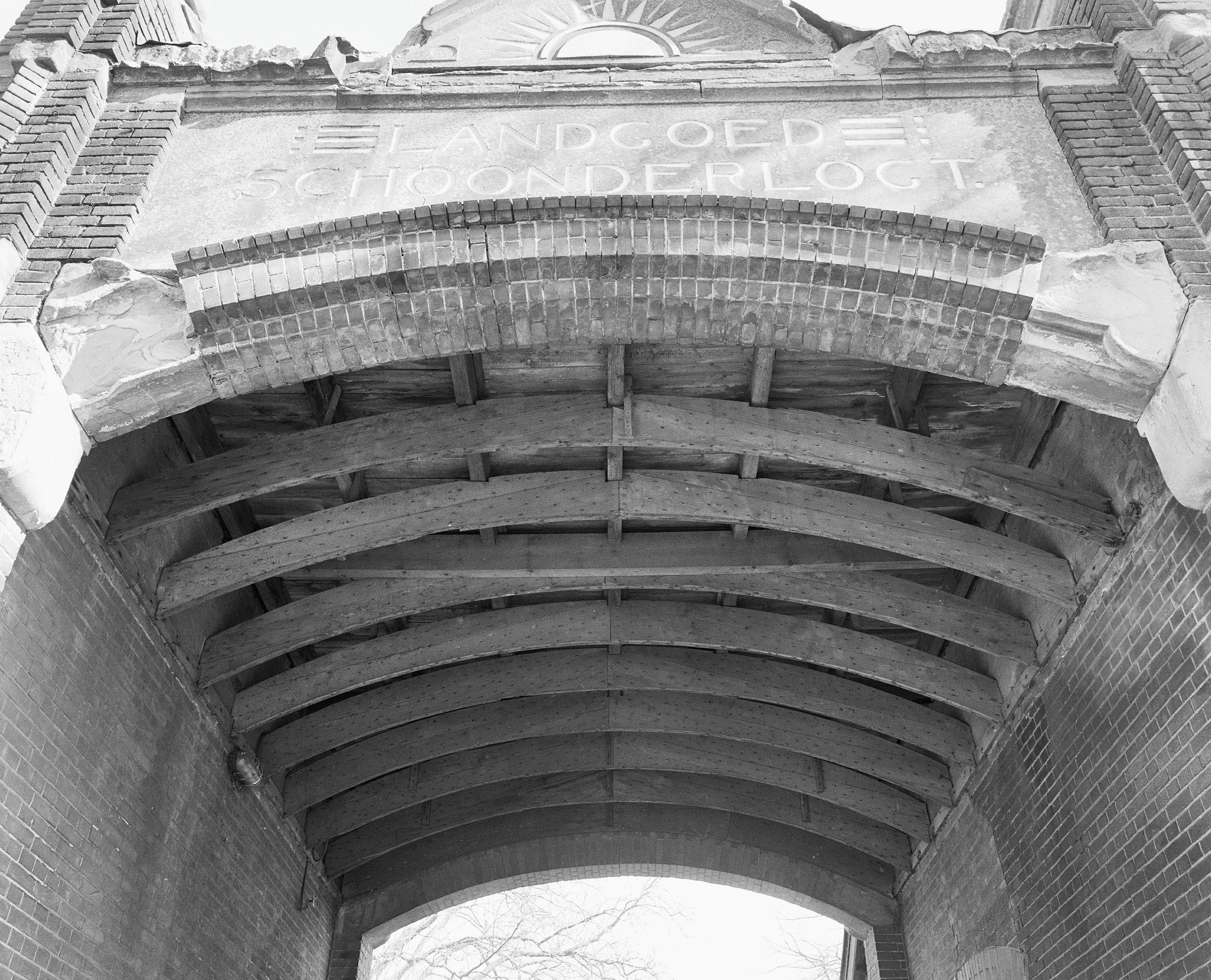
Houten dakconstructie van het poortgebouw
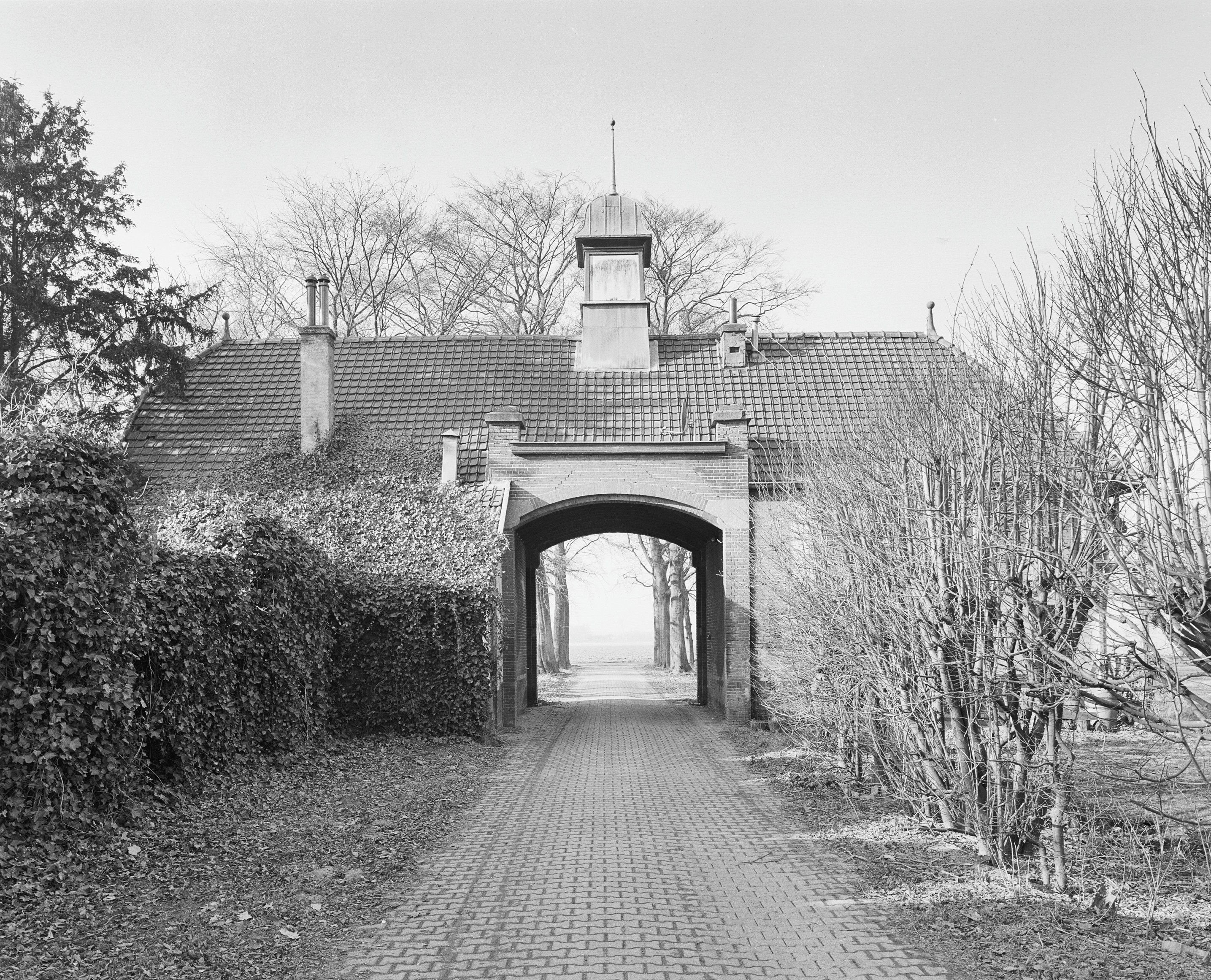
Achterzijde met dakruiter